# خلیج ناگائف
خلیج ناگائف (انگلیسی: Nagaev Bay) یک خلیج در استان ماگادان کشور روسیه است.